# Agarwal Mandi
Agarwal Mandi es un pueblo y nagar Panchayat situado en el distrito de Bagpat en el estado de Uttar Pradesh (India). Su población es de 13873 habitantes (2011). 

## Demografía
Según el  censo de 2001 la población de Agarwal Mandi era de 12398 habitantes, de los cuales el 53% eran hombres y el 47% eran mujeres. Agarwal Mandi tiene una tasa media de alfabetización del 69%, superior a la media nacional del 59,5%: la alfabetización masculina es del 60%, y la alfabetización femenina del 40%.